# Tant que vous serez heureux
Tant que vous serez heureux est un film muet français réalisé par Louis Feuillade et sorti en 1911. Il fait partie de la série La Vie telle qu'elle est.

## Fiche technique
- Réalisation et scénario : Louis Feuillade
- Société de production : Société des Établissements L. Gaumont
- Pays de production : France
- Format : Muet - Noir et blanc
- Genre : Drame
- Durée : inconnue
- Date de sortie : 
  -  France - 1911

## Distribution
- Paul Manson
- Renée Carl
- Maurice Vinot
- Edmond Bréon